# Steinbach (Sauer)
Der Steinbach ist ein neun Kilometer langer rechter Zufluss der Sauer in der Südwestpfalz und im Elsass (Region Grand Est).

## Geographie

### Verlauf
Der Steinbach entspringt auf einer Höhe von etwa 255 m im Wasgau am Südwesthang des Großen Florenberges direkt an der deutsch-französischen Grenze. Er fließt zunächst in Richtung Süden und quert nach etwa 300 m die Grenze in Richtung Frankreich. Er fließt dann durch die Forêt domaniale de Steinbach westlich am Steinberg vorbei und richtet danach seinen Lauf gen Osten, seiner Hauptfließrichtung, welche er im Wesentlichen bis zur Mündung beibehält. Begleitet wird er auf seinem Weg zur Sauer von der D3. In Obersteinbach fließt ihm auf seiner linken Seite der Schangenbach zu. Der Steinbach durchfließt diese Gemeinde und wird am östlichen Ortsende, ebenfalls auf seiner linken Seite, vom Langenbach gestärkt. Kurz bevor er Niedersteinbach erreicht, wird er auf seiner rechten Seite vom Thomas Baechel gespeist. Er passiert einige kleinere Weiler, nimmt einige namenlose Bäche auf und mündet schließlich auf einer Höhe von  201 m  südöstlich des Felsens Rocher de l'Étang von links in die Sauer.
Knapp hundert Meter weiter nördlich fließt der von der anderen Seite kommende Dentelbach in die Sauer.

### Zuflüsse
- Schangenbach (links), 1,4 km
- Langenbach[5] (links), 2,6 km[6]
- Thomas Baechel (rechts), 1,6 km